# Martí Riverola i Bataller
Martí Riverola i Bataller (nascut a Barcelona el 26 de gener de 1991) és un futbolista professional català que juga de migcampista amb l'Inter d'Escaldes.
Des dels sis anys és a les categories inferiors del FC Barcelona, fet que ha provocat que jugués en tots els equips del club, fins a arribar al filial. El gener del 2011 va marxar cedit al SBV Vitesse neerlandès, aleshores entrenat per Albert Ferrer.
A finals de gener de 2012, s'especula que Riverola acabarà jugant la temporada 2012-2013 al Bolonya, de la Serie A del Calcio italià. Fiinalment, el 7 de juny de 2012 signa pel Bolonya.